# 柘林镇 (奉贤区)
柘林镇，是中华人民共和国上海市奉贤区下辖的一个乡镇级行政单位，得名于古代柘湖。面积73.5平方公里。户籍人口6万余人（2008年）。2003年，原胡桥镇并入柘林镇，原镇境设为柘林镇胡桥社区。

## 行政区划
柘林镇下辖以下居委会及村委会：
柘林镇社区、新寺社区、胡桥社区、目华社区、冯桥社区、渔业新村社区、海畔新村社区、营房村、夹路村、柘林村、华亭村、新塘村、新寺村、南胜村、金海村、海湾村、胡桥村、王家圩村、迎龙村、法华村、三桥村、兴园村、漴缺村和临海村。